# Echinodorus lanceolatus
Echinodorus lanceolatus är en svaltingväxtart som beskrevs av Karel Rataj. Echinodorus lanceolatus ingår i släktet Echinodorus och familjen svaltingväxter. Inga underarter finns listade.